# Samsung Galaxy J3 (2017)
Il Samsung Galaxy J3 (2017) è uno smartphone Android single o dual SIM di fascia bassa prodotto da Samsung, facente parte della serie Galaxy J.
In base alla versione, può essere dotato o meno di dual SIM e di NFC.

## Caratteristiche tecniche

### Hardware
Il Galaxy J3 (2017) è uno smartphone con form factor di tipo slate, misura 142.3 x 71 x 7.9 millimetri e pesa 138 grammi.
Il dispositivo è dotato di connettività GSM, HSPA, LTE, di Wi-Fi 802.11 b/g/n con supporto a Wi-Fi Direct ed hotspot, di Bluetooth 4.2 con A2DP ed LE, di GPS con A-GPS, GLONASS e BDS, di NFC (opzionale) e di radio FM. Ha una porta microUSB 2.0 OTG ed un ingresso per jack audio da 3.5 mm.
Il Galaxy J3 (2017) è dotato di schermo touchscreen capacitivo da 5 pollici di diagonale, di tipo PLS con aspect ratio 16:9 e risoluzione HD 720 x 1280 pixel (densità di 294 pixel per pollice). La scocca è in alluminio. La batteria agli ioni di litio da 2400 mAh non è removibile dall'utente.
Il chipset è un Exynos 7570 Quad, con CPU quad-core formata da 4 Cortex-A53 a 1.4 GHz e GPU Mali-T720 MP2. La memoria interna, di tipo eMMC 5.0, è da 16 GB, mentre la RAM è di 2 GB.
La fotocamera posteriore ha un sensore da 13 megapixel, dotato di autofocus, HDR e flash LED, in grado di registrare al massimo video Full HD a 30 fotogrammi al secondo, mentre la fotocamera anteriore è da 5 megapixel, con flash LED.

### Software
Il sistema operativo originario è Android, in versione 7.0 Nougat. Successivamente è stato aggiornato ad Android 8.0 Oreo e nell'estate 2019 anche ad Android 9.0 Pie.
Ha l'interfaccia utente Samsung Experience, che, con l'aggiornamento a Pie, diventa One UI 1.1.